# Upplands runinskrifter Fv1954;4
Upplands runinskrifter Fv1954;4 är ett vikingatida runstensfragment i Vallentuna prästgård, Vallentuna socken och Vallentuna kommun. Runstensfragmentet är 0,5 meter högt, 0,65 meter brett och 0,2 meter tjockt. Runhöjden är 4-7 centimeter, vanligen 6-7. U Fv1954;4 påträffades hösten 1950 under arbeten på Vallentuna prästgårds tomt.

## Inskriften
Translitterering av runraden:
... stin ' þina ... ...-u(r)...
Normalisering till runsvenska:
... stæin þenna ... ...
Översättning till nusvenska:
... denna sten ...